# Higasi Sunki
Higasi Sunki (東 俊希) (Ehime prefektúra, 2000. július 28. –) japán válogatott labdarúgó.

## Klub
A labdarúgást a Sanfrecce Hiroshima csapatában kezdte.

## Nemzeti válogatott
A japán U20-as válogatott tagjaként részt vett a 2019-es U20-as labdarúgó-világbajnokságon.